# پشته میانی اقیانوس اطلس

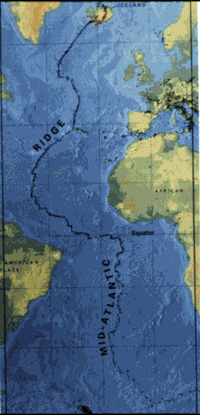
محل شیار میان-اطلسی

شیار میانی اقیانوس اطلس یا شیار میان-اطلسی (انگلیسی: Mid-Atlantic Ridge) پشته میانی کف اقیانوس اطلس و یک شیار زمین‌ساختی واگرا (دور شونده) است که بخشی از بزرگ‌ترین رشته‌کوه‌های کره زمین را تشکیل می‌دهد. شیار میان-اطلسی صفحه‌های اوراسیا و آمریکای شمالی را در اطلس شمالی و صفحه‌های آفریقا و آمریکای جنوبی را در اطلس جنوبی از هم جدا می‌کند.